# Enrico Scioscia
Enrico Scioscia (Velletri, 13 marzo 1902 – ...) è stato un calciatore italiano, di ruolo attaccante.

## Carriera
Dopo aver militato nel Tivoli, disputa con l'Alba Roma 27 gare nei campionati di Prima Divisione 1924-1925 e Prima Divisione 1925-1926. Ceduto al Livorno, disputa 7 gare nel campionato di Divisione Nazionale 1927-1928.
In seguito veste la maglia del Palermo, con cui gioca due campionati di Serie B. Negli anni successivi milita nella Nissena, nell'Enna ed ancora nel Palermo.

## Palmarès

### Club

#### Competizioni nazionali
- Serie B: 1

Palermo: 1931-1932